# آینه‌های دردار
آینه‌های دردار رمانی است اثر هوشنگ گلشیری نویسنده معاصر ایرانی که نویسنده در آن به شرح حالی از سفر برون‌مرزی یک نویسنده معاصر به نام ابراهیم به اروپا روایت می‌کند. گلشیری در این داستان تضادهای فرهنگی ایران و اروپا را زیر ذره‌بین برده است و ضمناً به بیان پاره‌ای از مصائب داستان‌نویسی سیاسی پرداخته است. نویسنده در این کتاب لزوم در ایران بودن به خاطر برای ایران نوشتن را به پرسش گرفته است. آیا باید به وطن وفادار بود؟ آیا در وطن ماندن به معنی وفاداری به وطن است؟ و اینکه آیا بهتر نیست منِ نویسنده در چهارراه فرهنگی جهان، پاریس، به سادگی و راحتی بنشینم و جهان را از دید خود روایت کنم؟!
این کتاب در شهریورماه سال ۱۳۷۰ نوشته و در سال ۱۳۷۱ به‌طور هم‌زمان توسط انتشارات تصویر و نشر زمانه در آمریکا و انتشارات نیلوفر در تهران چاپ شده است.

## خلاصهٔ داستان
ابراهیم نویسنده‌ای میان‌سال است که برای حضور در جمع ایرانیانِ فرهنگ‌دوست خارج از کشور و برای خواندن شعر و مقاله و داستان به اروپا سفر کرده است. ابراهیم در حین خواندن آثار خود در مکان‌های مختلف و درحین خواندن نظرات و پرسش‌های حاضران متوجه وجود کاغذهایی می‌شود. پیام‌های این کاغذها حاکی از آشنایی قبلیِ شخصی ناشناس با او است. این نوشته‌ها به خط نستعلیق و روی کاغذهای ابر و باد کوچکی نوشته می‌شوند. شخص ناشناس پس از آنکه تلویحاً از ابراهیم به خاطر اینکه او را بدون اجازه در داستانی توصیف کرده است گلایه می‌کند، با دادن تلفن خود به ابراهیم او را به ارتباط با خود ترغیب می‌نماید اما در مرتبه اول پاسخ تماس او را نمی‌دهد. در تماس دوم ابراهیم در می‌یابد که شخص ناشناس، دوست دوران خردسالی اش، دختری به نام صنم است که آنها در آن زمان عشقی کودکانه به هم داشته‌اند. صنم‌بانو از این به بعد به‌طور آشکار همراه ابراهیم در جلسات داستان خوانی می‌شود. در گفتگوهای خصوصی میان ابراهیم و صنم‌بانو مسائلی که در مقدمه به آنها اشاره شده است مطرح می‌شود. آن دو در کافه‌های مشهور پاریس، جایی که همیشه همینگوی می‌نشسته، یا در خانه صنم در حومه پاریس بحث و گفتگو می‌کنند. ابراهیم گویا حقیقت زندگی را در درون خود تغییر نیافتنی می‌بیند. اما گلشیری پاسخ این سؤال را که آیا ابراهیم - که نماد نویسنده معاصر ایرانی است- به ایران بازمی‌گردد یا نه را هوشمندانه نمی‌دهد. بدین ترتیب خواننده در یافتن پاسخ سؤالاتی نظیر این و آنچه در مقدمه آمد به کنکاش ذهنی می‌پردازد.

### قسمتی کوتاه از رمان
تا پل تجریش را با تاکسی رفتند. کنارش نشسته بود، چشم بسته، و حالا در فضای بستهٔ تاکسی عطر ملایم امّا تلخش را می‌شنید. به بازار تجریش هم سری زدند. مینا آینه‌ای دردار خرید، گفت: آدم وقتی هردو لنگه‌اش رامی‌بندد، دلش خوش است که تصویرش در پشت این درها ثابت می‌ماند.